# Heinz Lanzendorf
Heinz Lanzendorf (* 22. Oktober 1920 in Stöcken; † 3. Februar 2017 in Werdau, Sachsen) war ein deutscher Maler und Grafiker und lebte in Werdau.

## Leben
Er besuchte von 1927 bis 1935 die Volksschule in Stöcken. Danach machte er bis 1939 eine Lehre als Dekorationsmaler. Er war Soldat im Zweiten Weltkrieg und blieb danach bis 1949 in Kriegsgefangenschaft. Von 1950 bis 1951 arbeitete er als Werbemaler, bevor er an der Hochschule für Grafik und Buchkunst Leipzig bei Elisabeth Voigt und H. Wagner studierte und mit dem Diplom abschloss. Seit 1956 arbeitete er freischaffend in Werdau. Holzschnitte zu Texten von Bertolt Brecht und architekturbezogene Werke prägten das langjährige Schaffen von Heinz Lanzendorf. Studienreisen führten ihn in die Mongolei, die Tschechoslowakei, nach Bulgarien, Ungarn und Moskau. 

## Mitgliedschaften
- bis 1990 Verband Bildender Künstler der DDR
- Kunstverein Zwickau e.V.
- Kunstverein Pleißenland.[3]

## Werke
Von ihm stammen der Entwurf für das Altarbild in der Werdauer Pleißental-Klinik und ein acht Meter hohes Fenster im Zwickauer Rathaus.
Weitere Werke sind die Fassadengestaltung an der Trauerhalle der St. Nicolaikirche in Langenbernsdorf, »Lebenszyklus«, eine Wandgestaltung in der Vogtlandklinik in Bad Elster(Gemeinschaftswerk mit Karl-Heinz) und das großformatige Glasfenster »Zur Geschichte der Stadt Zwickau« im Rathaus Zwickau. Der »Lebensbaum« ist seit April 2019 an der Fassade des Gesundheitszentrum am Brühl in Werdau angebracht.

### Druckgrafik (Auswahl)
- Mutter Courage und ihre Kinder (Holzschnittserie, 1959)[4][5]
- Verfolgte (aus der Grafikfolge „Faschismus“, Linolschnitt, 1957; u. a. im Bestand des Schlossmuseums Arnstadt)[6]

## Ausstellungen
Heinz Lanzendorf war 1972/1973 auf der VII. Kunstausstellung der DDR vertreten. Er hatte eine bedeutende Anzahl von weiteren Ausstellungen in Berlin, Freiberg, Hohenstein-Ernstthal, Aue, Plauen, Bad Elster, Oberhof, Crimmitschau, Werdau, Meerane, Zwickau und Pasardschik (Bulgarien), sowie Ausstellungsbeteiligungen im Berliner Ensemble, der Deutschen Akademie der Künste, der Berliner Triennale INTERGRAFIK (1970 und 1973), sowie in Leipzig, Chemnitz, Bautzen, Ústí nad Labem, Lodz, Prag, Italien, Österreich, England, Schweden, Norwegen, Finnland, Luxemburg, Uruguay und Kuba.

## Ehrungen
Heinz Lanzendorf wurde 1985 Ehrenbürger der Stadt Werdau.
Er erhielt die Ehrenmedaille der Stadt Carpi (Italien), die bulgarische Dospebski-Medaille in Gold und 1957 den Max-Pechstein-Preis der Stadt Zwickau.